# Sanui i Alins
Sanui i Alins o Açanui (en castellà i oficialment, Azanuy-Alins) és una vila i municipi de la Comunitat autònoma de l'Aragó, a la província d'Osca, comarca de la Llitera. El cap de municipi és Sanui.
La fusió d'Alins de Llitera amb Sanui es va realitzar amb acord municipal el 19 de desembre de 1968, publicat al BOP de 8 de gener de 1969 (Decret 3403/69 d'11 de desembre, BOE núm. 12 14-1-70).

## Toponímia
La pronúnicia catalana local és [θaˈnuj] o menys sovint [aθaˈnuj] segons l'enquesta de Joan Coromines (Onomasticon Cataloniae, II:9). Pel que fa a la grafia Sanui, també s'ha proposat la grafia Açanui. Els seus habitants pronuncien una fricativa interdental sorda [θ] a principi de mot, la qual cosa comportaria l'adopció de la forma Çanui. Seria, si més no, estranya l'aparició d'una ce trancada a principi de mot, per la qual cosa Joan Coromines va proposar d'adoptar Açanui, solució que ha seguit per exemple, també, el dialectòleg Ramon Sistac.

## Llengua
Dins del municipi de Sanui i Alins, Sanui pertany al domini lingüístic català, mentre que Alins de Llitera és de l'aragonès.
En tot cas, l'avantprojecte de llei de llengües d'Aragó de 2011 inclou tot el municipi de Sanui i Alins dins la zona de predomini catalanoparlant.

## Entitats de població
| Entitat de població | Habitants (2006) |
| ------------------- | ---------------- |
| Alins de Llitera    | 8                |
| Sanui               | 165              |